# Nancy Fortin
 (décembre 2017).
Si vous disposez d'ouvrages ou d'articles de référence ou si vous connaissez des sites web de qualité traitant du thème abordé ici, merci de compléter l'article en donnant les références utiles à sa vérifiabilité et en les liant à la section « Notes et références ».
Nancy Fortin est une chanteuse et imprésario québécoise. Elle vient de l'Abitibi où sa famille est restée. Elle a participé à la réalisation de Mixmania et de PHÉNOMIA9. Elle prête sa voix aux doublages québécois de plusieurs films d'animation américains tels que Cendrillon 2 et 3, La Petite Sirène 2 : Retour à la mer, Histoire de jouets 2, Petit Poulet, La mariée cadavérique et bien d'autres dont dernièrement de la voix chantée de la Princesse Tiana dans La Princesse et la Grenouille de Disney. Elle a également participé au Nue Tour de Lara Fabian en 2002.
Nancy Fortin a également travaillé à la radio avec les Grandes Gueules sur Énergie 94,3 (maintenant devenue NRJ).
Elle a fait aussi partie de plusieurs productions musicales telles que Best of Broadway, Piano Men, Paris-New York.
Nancy Fortin et Christian-Marc Gendron sont aussi les voix officielles des Parodies du vendredi à l'émission Puisqu'il faut se lever avec Paul Arcand les vendredi à 9 heures.

## Doublage
- 2000 : Histoire de jouets 2 : Jessie (chant)
- 2000 : La Petite Sirène II : Retour à la mer : Ariel (chant)
- 2001 : La Belle et le Clochard 2 : L'Aventure de Scamp : Lady (chant)
- 2002 : Live 2002 (Nue Tour - Lara Fabian) : Choriste
- 2002 : Cendrillon II : La magie des rêves : Cendrillon (chant)
- 2005 : La mariée cadavérique : chant
- 2005 : Petit Poulet : chant
- 2005 : Un Kronk nouveau genre : chanteuse
- 2006:  Les Bagnoles : chant
- 2006 : Alanbanda : Alanbanda (chant)
- 2007 : Le Sortilège de Cendrillon : Cendrillon (chant)
- 2008 : Alanbanda 2 : Alanbanda (chant)
- 2009 : La Princesse et la Grenouille : Tiana (chant)
- 2011 : Winnie l'ourson : chœurs
- 2011 : Les Muppets : chœurs
- 2012 : Rebelle : chœurs
- 2013 - La Reine des neiges : chœurs